# Калва (Калифорнија)
Калва (енгл. Calwa) насељено је место без административног статуса у америчкој савезној држави Калифорнија.

## Демографија
По попису из 2010. године број становника је 2.052.
| Група             | 2000.    | 2010.         |
| Белци             | 0 (0,0%) | 92 (4,5%)     |
| Афроамериканци    | 0 (0,0%) | 24 (1,2%)     |
| Азијати           | 0 (0,0%) | 43 (2,1%)     |
| Хиспаноамериканци | 0 (0,0%) | 1.848 (90,1%) |
| Укупно            | 0        | 2.052         |